# هنر مجازی
هنر مجازی (انگلیسی: Virtual art) اصطلاحی برای مجازی سازی هنر است که با رسانه های فنی توسعه یافته در پایان دهه ۱۹۸۰ (یا کمی قبل از آن) ساخته شده است. این اصطلاح شامل رابط های انسان و ماشین مانند چلیک تجسم، عینک و صفحه نمایش استریوسکوپی ، نقاشی و مجسمه سازی دیجیتال، تولید کننده صدای سه بعدی، دستکش داده، لباس داده، حسگرهای موقعیت، سیستم های بازخورد لمسی و قدرتی و غیره  می‌شواز آنجایی که هنر مجازی چنین مجموعه وسیعی از رسانه‌ها را پوشش می‌دهد، اصطلاحی فراگیر برای تمرکزهای خاص درون آن است. بسیاری از هنرهای معاصر ، به تعبیر فرانک پوپر ، مجازی شده اند.